# Palazzo Massimo istoriato
Il Palazzo Massimo istoriato è un palazzo di Roma che oggi forma un corpo unico con il Palazzo Massimo alle Colonne ed il Palazzo Massimo detto di Pirro, ma prospetta sulla retrostante Piazza dei Massimi.

## Storia e descrizione
L'intero complesso edilizio è costruito sui resti dell'Odeon di Domiziano: proviene da lì la colonna monolitica, rinvenuta nel 1938 ed innalzata nel 1950, posta al centro della piazzetta, singolarmente tranquilla benché sia immediatamente alle spalle di Piazza Navona.
Il Palazzo Massimo detto di Pirro deriva il suo nome da una statua del dio Marte ritrovata negli scavi di fondazione ed erroneamente ritenuta una raffigurazione del condottiero Pirro, re dell'Epiro, sconfitto dai Romani nel 275 a.C. nei pressi di Beneventum.
Danneggiato dai lanzichenecchi durante il sacco di Roma del 1527, il palazzo venne parzialmente ricostruito dopo il 1532 da Giovanni Mangone, un allievo di Antonio da Sangallo il Giovane. Il Palazzo Massimo istoriato, brevemente Palazzo istoriato, ottiene il suo nome perché decorato ad affreschi con storie tratte dall'antichità, lungo tutta la facciata, probabilmente da Daniele da Volterra nel XVI secolo, per celebrare le nozze di Angelo Massimo, committente della ricostruzione del palazzo, con Antonietta Planca Incoronati.
Si deve tener presente, nell'osservare questo insieme architettonico e nel valutarne l'apparente eccentricità, che il tracciato di Corso Vittorio Emanuele - sul quale prospetta oggi Palazzo Massimo alle Colonne - e quello di Corso Rinascimento sono stati realizzati dopo l'unità d'Italia, demolendo molta parte del tessuto urbano medioevale e rinascimentale della zona, e alterandone profondamente i baricentri architettonici.
La facciata a monocromi fu restaurata, come indica un'iscrizione, nel 1877 e più volte nel '900.
Al pianterreno forse ebbe sede una delle prime tipografie di Roma, aperta da due stampatori tedeschi, Conrad Schweynheym e Arnold Pannartz. Provenienti da Subiaco (70 km ad est di Roma), dove avevano operato negli anni 1465-67, ottennero ospitalità presso i principi Massimo. La stamperia cominciò la propria attività pubblicando, nello stesso 1467, il De civitate Dei di Sant'Agostino. In sei anni di attività furono pubblicati ben 12.475 volumi.